# Alchemilla jugensis
Alchemilla jugensis é uma espécie de rosácea do gênero Alchemilla, pertencente à família Rosaceae.